# 닌우르타-아팔-에쿠르
닌우르타-아팔-에쿠르（Ninurta apal Ekur, 재위: 기원전 1192년경 - 기원전 1180년경）는 아시리아의 왕이었다. 얼마나 오랫동안 통치하였는지는 아시리아의 왕목록의 여러 사본들 중에서 논란이 있는데, 3년 또는 13년 재위 기간이 기록되어 있다. 그는 찬탈자로 전왕 엔릴・쿠두리・우수르에게서 찬탈에 의해 왕위를 획득하였다. 그는 아다드-니라리 1세의 왕자의 현손이었다.
그는 강력한 왕 투쿨티-닌우르타 1세의 왕자 엔릴-쿠드리-우수르에게서 왕좌를 장악하였다. 그의 치세 후 닌우르타-아팔-에쿠르는 그의 왕자 아슈르 단 1세에 의해 계승되었다.